# 低燃費少女ハイジ
低燃費少女ハイジ（ていねんぴしょうじょハイジ）は、日産自動車製のコンパクトカー「NOTE（ノート）」の販売促進用に制作されたアニメ作品。

## 概要
2009年（平成21年）5月より、アニメ『アルプスの少女ハイジ』を制作したズイヨー映像が協力し、studio crocodile（スタジオ・クロコダイル）によって制作された。
キャラクターデザインを手がけたのは文原聡。同年4月まで採用された『The World of GOLDEN EGGS』（ローズマリー兄弟）のデザイナーでもある。日産・ノート(初代)の公式サイト内には特設ページが設けられ、CMアニメの他にwebアニメも視聴できた。

## 作品概要
『アルプスの少女ハイジ』のパロディ作品で、『低燃費少女ハイジ』という題名がつけられている。登場人物（おんじ、ペーター、クララ、セバスチャン、ロッテンマイヤーなど）や舞台（スイス（アルム）・フランクフルトなど）はほぼ同じである。
クララが歩いていること、フランクフルト行きを「また」などと発言していることから、原作アニメの後日の時系列になっていると思われる。
『低燃費少女ハイジ』のキャラクター商品等に表記されているラテン文字表記はTEINENPI GIRL HAIJIであり、原作とは「ハイジ」の綴りが異なっている（原作ではHEIDI）。

## あらすじ
webアニメ版
アルムの山に住む少女ハイジは「テイネンピって何?」かを知りたがっていた。やまびこに聞いてもペーターやおんじに訊ねても皆、首を傾げるばかり。そんなハイジのもとを訪れたクララは屋敷にあると自慢しフランクフルトへ来るようハイジを誘った。かくして、クララ、セバスチャンらとフランクフルトを目指すことになったハイジだったが、独り残されることを心配したおんじはヤギを連れてハイジを追うことになったのだった。

## 登場人物
声優は友近と河本準一（次長課長）の2人のみ。アドリブを交えたセリフが特徴的で、時折、関西弁で会話する場面もある。基本的に細部の表現を声優陣に任せているため、音声撮りした後にアニメを制作していくプレスコという手法を使っている。ナレーターにも原作アニメと同じ沢田敏子を起用している。
※ 登場人物の関係性については、原作アルプスの少女ハイジと同じ。
- 声：友近
  - ハイジ
  - ロッテンマイヤー
  - チネッテ
- 声：河本準一
  - アルムおんじ
  - クララ
  - ペーター
  - セバスチャン
  - ゼーゼマン
  - ユキちゃん（ヤギ）
  - アルムのやまびこ
  - ヨハン
  - 家庭教師
  - ヒマワリ
  - チューリップ
  - イヌ
  - クマ
- ナレーター - 声：沢田敏子

## 放送リスト
webアニメ版
- 第1話 やまびこ篇 「テイネンピってなに?」
- 第2話 ペーター篇 「まきばのペーター」
- 第3話 おじいさん篇 「おじいさんは物知り」
- 第4話 飴篇 「おじいさんのおみやげ」
- 第5話 クララ篇 「クララの誘惑」
- 第6話 旅立ち篇 「フランクフルトヘ」
- 第7話 クララのお屋敷篇 「お屋敷の人々」
- おまけムービー おんじ帰宅篇 「低燃費ってなんじゃ 歌：オンジ」

テレビCM版
- やまびこ篇（2009年5月25日 - ） - CMオリジナル楽曲
- ブランコ篇（2009年10月8日 - ） - CMオリジナル楽曲
- 低燃費オンジ篇（2010年2月1日 - ） - CMオリジナル楽曲

上記3篇で使用されている楽曲の作詞／作曲は平沢敦士が担当。
- ダンス篇（2010年6月1日 - ） - CM楽曲『Can't Undo This!!』のアレンジ曲（作詞者：江口貴博／作曲者：MAXIMIZOR）

ラジオCM版
- アルムのみんな篇
- ヤギのユキちゃん篇
- 留守番電話篇
- ヨーデル篇

## スタッフ
- キャラクターデザイン：文原聡（松島聡）
- 製作会社：「Studio Crocodile（スタジオクロコダイル）」
- 瑞鷹
- モーデリア